# Guerres des Esopus
Les guerres des Esopus est un conflit armé entre la tribu amérindienne des Esopus (membre de la Nation des Lenapes-Delawares) et les colonisateurs néerlandais. Ces guerres se déroulèrent en deux temps ; la première guerre entre 1659 et 1660 et la seconde guerre entre 1663 et 1664 qui aboutit à l'intervention des Anglais pour secourir les Hollandais et à la signature d'un traité de paix.

## Contexte géopolitique

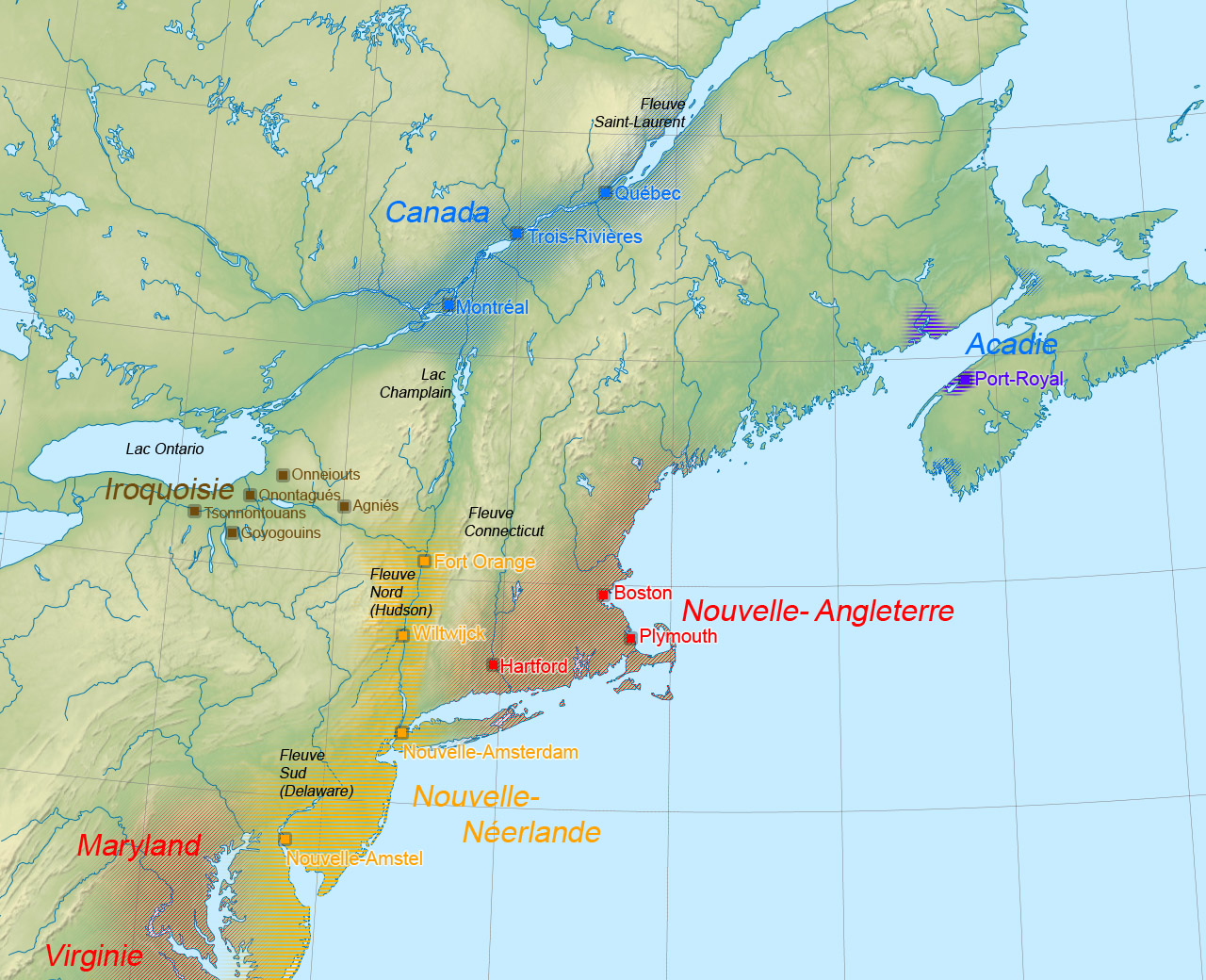
Localisation de la colonie de la Nouvelle-Néerlande.

En 1609, Henry Hudson explora le territoire côtier américain afin de permettre l'installation de colons néerlandais sur le territoire de la Nouvelle-Néerlande. Les Néerlandais fondèrent un premier camp sur le territoire de la tribu des Esopus. Les Amérindiens Lenapes-Delawares, qui sortaient d'un premier conflit armé, la guerre de Kieft de 1643-1645, les en chassèrent une première fois. Pieter Stuyvesant installa une nouvelle colonie qu'il rebaptisa Wiltwijck (région des cerfs en néerlandais) et fut un centre de peuplement secondaire face à La Nouvelle-Amsterdam. Les Amérindiens réussirent à les en chasser de nouveau. Mais les Néerlandais revinrent toujours plus nombreux, aussi les Amérindiens de la tribu des Esopus acceptèrent de leur céder une partie limitée de leur territoire en espérant que les Néerlandais s'en contenteraient et ne dépasseraient pas cette limite. Fol espoir que les colons européens allaient briser rapidement.

## Première guerre
La Première Guerre des Esopus fut un conflit de courte durée entre les agriculteurs néerlandais et les Esopus, largement entamé par la peur et l'incompréhension de la part des colons. 
Le 20 septembre 1659, plusieurs hommes Esopus furent embauchés pour faire un peu de travail à la ferme pour les colons. Après avoir terminé leur labeur, ils avaient reçu leur salaire qu'ils dépensèrent en boisson alcoolisée. Un Amérindien ivre tira un coup de fusil lors de cette beuverie. Bien que personne n'ait été blessé, certains colons y virent un acte criminel. Bien qu'une enquête fut diligentée, aucune mauvaise intention ne put être prouvée. Malgré tout, une foule de paysans et de soldats attaquèrent les indigènes incriminés. La plupart échappèrent à l'agression. Le lendemain, les Esopus revinrent en grand nombre et détruisirent les cultures, tuèrent le bétail et incendièrent des bâtiments coloniaux. 
Complètement dépassés en nombre et en armement, les Néerlandais avaient peu d'espoir de gagner par la force. Mais ils ont réussi à tenir le coup et faire quelques petites attaques, y compris brûler des champs des indigènes pour les affamer. Les colons reçurent des renforts décisifs de la colonie voisine de La Nouvelle-Amsterdam. La paix fut trouvée et conclue le 15 juillet 1660, quand les Esopus convinrent d'échanger des terres contre la paix et de la nourriture. La paix, cependant, était provisoire. Les tensions continuèrent d'exister entre les Esopus et les colons, pour aboutir finalement à la Deuxième Guerre.

## Seconde guerre
Le 5 juin 1663, des émissaires néerlandais proposèrent aux Esopus de se revoir afin d'établir de nouveaux rapports afin de mettre un terme aux tensions toujours vivaces entre les colons et les Amérindiens. Le 7 juin, les Esopus arrivèrent en grand nombre et entrèrent pacifiquement dans le village de Wiltwijck, puis se mirent soudainement à attaquer les colons et leurs maisons. Les hommes étaient tués, les femmes enlevées et bientôt les Amérindiens contrôlèrent une partie du village. Les soldats néerlandais intervinrent rapidement après cette attaque surprise et purent les chasser du village, en partie détruit. Ils renforcèrent les fortifications. Quelque temps plus tard, un convoi militaire transportant des armes et des munitions fut attaqué par les Esopus. Les soldats repoussèrent cette nouvelle attaque. Durant le mois de juillet 1663, les forces néerlandaises arrêtèrent ou tuèrent des dizaines d'Amérindiens sans faire la distinction entre les Esopus et les autres tribus amérindiennes. Les indigènes non-Esopus renseignèrent les colons pour que ces derniers fassent la différence entre les diverses tribus vivant dans les parages des colonies néerlandaises.
Durant les mois suivants, les Esopus poursuivirent une stratégie de guérilla. Du côté des forces de la Nouvelle-Néerlande, ces derniers reçurent des renforts importants de soldats néerlandais et l'aide précieuse des Amérindiens Mohawks qui les renseignèrent sur les positions de leur ennemi commun Esopus. Les Néerlandais préférèrent affamer les Esopus, en brûlant leurs champs que de les attaquer frontalement. Les Esopus affamés finirent par accepter des pourparlers avec les Néerlandais.

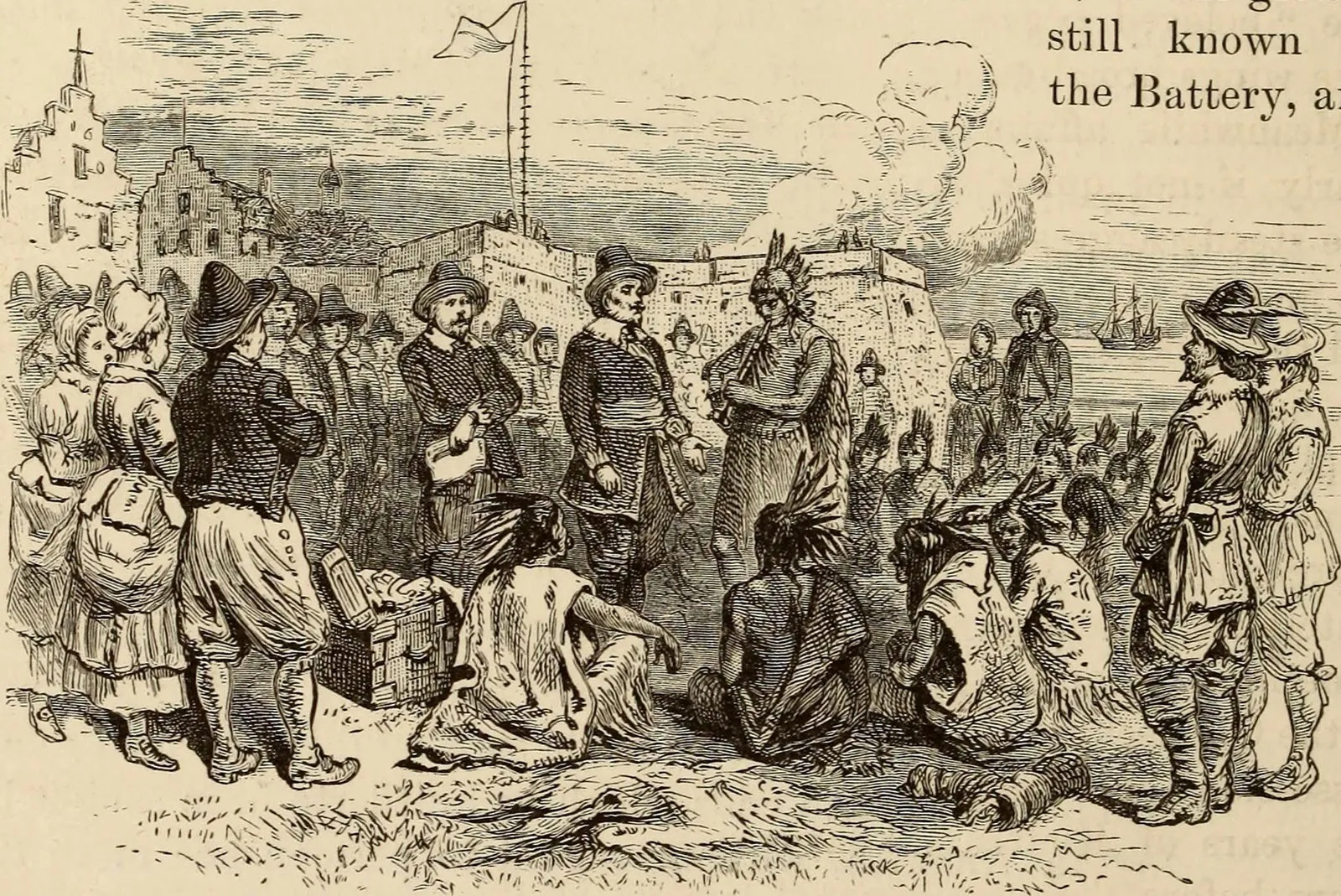
Calumet de la paix entre Néerlandais et Amérindiens Delawares-Lenapes. Willem Kieft et un Algonquian Chief, 1645

## Conséquences
À la fin de ce conflit, la tribu Esopus signa un traité de paix le 15 mai 1664 avec les représentants de la Nouvelle-Néerlande. Par la suite, les Esopus vendirent une partie de leur territoire aux réfugiés huguenots français qui fondèrent le village de New Paltz.
En septembre 1664, une flotte anglaise força la reddition de La Nouvelle-Amsterdam, puis de l'ensemble de la colonie dans les semaines suivantes. Au Traité de Bréda de 1667, les Provinces-Unies cédèrent la Nouvelle-Néerlande à la couronne anglaise en retour du Suriname. Wiltwijck fut renommée Kingston en 1669. L'administration anglaise défendit aux colons de s'approprier les terres sans préalablement les racheter en bonne et due forme aux Esopes. De plus, pour pacifier les relations, l'on s'entendit sur un traité de réciprocité permettant la libre circulation des Amérindiens et des colons européens sur le territoire à des fins commerciales. Finalement, la nouvelle administration prévit des peines aussi sévères pour les colons que les Ésopes si un meurtre ou des exactions devaient être commises. Durant les décennies suivantes, la tribu des Ésopes vendit ce qu'il lui restait de terres aux colons pour aller rejoindre les Mohawks plus au nord de l'État actuel de New York.